# رود پینتوراس
رود پینتوراس (به اسپانیایی: Río Pinturas) رودی در پاتاگونیا ی آرژانتین است که از دره تنگ پینتوراس عبور می‌کند . پایگاه باستان‌شناسی کوئه وا دلاس مانوس در کنار این رود قرار دارد . 